# Công Liêm
Công Liêm là một xã thuộc huyện Nông Cống, tỉnh Thanh Hóa, Việt Nam.
Xã Công Liêm có diện tích 15,59 km², dân số năm 2004 là 9223 người, mật độ dân số đạt 592 người/km². Là nơi đặt trường PTTH Nông Cống III. Có rất nhiều tài năng đã trưởng thành từ ngôi trường này.
Xã Công Liêm gồm các đơn vị hành chính thôn: Hậu Áng, Hậu Sơn, Trung Sơn, Đoài Đạo, Thị trứ, Rọc Tuy, Tuy Yên, Phú Đa, Quảng Hải, Cự Phú, Sơn Thành

## Lịch Sử
Quá trình hình thành xã Công Liêm gắn liền với lịch sử hình thành và phát triển của huyện Nông cống. Theo các nhà nghiên cứu thì hai chữ Nông Cống lần đầu tiên được Ngô Sỹ Liên chép trong “Đại Việt sử kí toàn thư”, năm Quý Hợi (1323) đời vua Trần Minh Tông với tư cách là một huyện của châu Cửu Chân, trấn Thanh Đô. Theo sách “Tên làng xã Việt Nam đầu thế kỷ XIX” được xuất bản vào thời Nguyễn thì thời bấy giờ Nông cổng có 9 tổng, 215 thôn, sở, sách, phường, tộc, các làng của Công Liêm thuộc tổng Vạn Đồn. Đến thời Đồng Khánh (1885-1888), biên soạn cuốn “Đồng Khánh địa chí dư”, Nông Cống có 12 tổng, đến đây tổng Lạc Thiện xuất hiện, gồm có 20 thôn, trong đó có tên một sổ làng của Công Liêm(1). Sau sự biến năm 1908, các đơn vị hành chính của Nông Cống có sự thay đổi, như lập đồn điền Yên Mỹ và một số trại, ấp, giai đoạn này Nông cống được chia thành 10 tổng, các làng của Công Liêm vẫn thuộc tổng Lạc Thiện.

Cách mạng Tháng Tám thành công, ngày 22 tháng 11 năm 1945, Chủ tịch Hồ Chí Minh ký sắc lệnh số 63- SL/CP về tổ chức Hội đồng nhân dân và ủy ban hành chính các cấp, đơn vị tổng bị bãi bỏ, thành lập đơn vị hành chính xã. Đơn vị tổng Lạc Thiện được thành lập 2 xã: Xã Công Liêm có địa giới từ làng Thượng Vạn đến làng Cự Phú do cụ Nguyễn Khắc Nha làm Chủ tịch. Xã Cộng Hòa kéo dài từ làng Giải Trại đến làng Ôn Lâm do cụ Nguyễn Trọng Khôi làm Chủ tịch. Đến cuối năm 1946, đầu năm 1947, Chính phủ có chủ chương sáp nhập các xã lại thành xã lớn, xã Công Liêm được sáp nhập với xã Cộng Hòa thành xã Công Liêm (lớn) với địa giới kéo dài từ làng Đoài Đạo (nay thuộc xã Công Liêm) đến làng Yên Mới (nay thuộc xã Phú Sơn, huyện Tỉnh Gia). Do yêu cầu quản lí xã hội ngày càng cao, địa bàn mỗi xã lại quá rộng, Chính phủ có chủ trương chia các xã lớn thành các xã nhỏ, tháng 7 năm 1954, xã Công Liêm (lớn) được chia thành 3 xã gồm:
Xã Công Bình có địa giới hành chính kéo dài từ làng Yên Nẩm đến làng Ổn Lâm chạy dọc theo khe Ngang Kỳ Thượng về Yên Mới, gồm các làng: Lâm Thượng, Lâm Hạ, Yên Phú, Yên Hòa, Yên Lai, Yên Nam.
Xã Công Chính: Có địa giới hành chính từ làng Giải Trại đến làng Thái Yên, có các làng: Giải Trại, Luật Thôn, Hòa Thôn, Thái Yên, Hòa Giáo, Tân Luật, Hồng Thái.
Xã Công Liêm (mới) có địa giới hành chính từ làng Đoài Đạo đến làng Cự Phú, Đồng Kỳ, gồm các làng: Hậu Áng, Lộc Tuy, Đồng Kỳ, Phú Đa, Cự Phú, thôn Đoài. Các làng phía Bắc của xã gồm Thượng Vạn, làng Ngưa chuyển về xã Thăng Bình. Theo Dư địa chí Nông cống(1) thì Công Liêm có các làng: Đồng Đạo, Đoài Thôn, Hậu Áng, Làng Rọc, Đồng Kỳ, Hải Tân, Sơn Thái, Sơn Thành, Cự Phú. Đến năm 1991, UBND tỉnh Thanh Hóa có Quyết định 787/QĐ-UBND quy định việc thành lập thôn, bầu chức danh thôn trưởng, trên cơ sở các đội sản xuất của HTX nông nghiệp toàn xã, năm 1994, Công Liêm hình thành 12 thôn gồm: Hậu Áng, Đoài Đạo, Lộc Tuy, Tuy Yên, Sơn Thành, Phú Đa, Tân Kỳ, Cự Phú, Phú Sơn, Trung Sơn, Hậu Son, thôn Trầu, chịu sự quản lí điều hành của UBND xã.
Xã Công Liêm thuộc vùng 3 của huyện Nông Cống, cách trung tâm huyện 9 km về phía tây nam, tỉnh lộ 505 đi qua, là địa phương giáp ranh với 6 xã thuộc 2 huyện trong vùng, gồm:
Phía đông giáp xã Tượng Sơn, xã Thăng Bình huyện Nông Cống
Phía tây giáp xã Yên Lạc huyện Như Thanh
Phía nam giáp xã Công Chính huyện Nông Cống
Phía bắc giáp xã Thăng Thọ, Thăng Long huyện Nông Cống
Xã thuộc vùng bán sơn địa, nằm cuối nguồn nước của Đập sông Mực, đập Khe Lau của xã Yên Lạc huyện Như Thanh hàng năm thường bị ngập úng, lũ lụt vào mùa mưa
Tổng diện tích tự nhiên : 1.559.72 ha. Trong đó :
DT đất nông nghiệp là 1.202.3ha
Diện tích đất phi nông nghiệp 349.15ha
- Diện tích đất rừng phòng hộ 330.02ha
- Diện tích đất sông suối, hồ đập 57.43ha
- Diện tích đất nghĩa trang nghĩa địa 15.56ha
Diện tích đất chưa sử dụng 8.27ha

## Hành Chính
Năm 2018 sát nhập thôn Cự Phú (206 hộ, 816 nhân khẩu) và thôn Phú Sơn (115 hộ, 719 nhân khẩu) để thành lập thôn Phú Sơn. 
Sát nhập thôn Hậu Sơn (177 hộ, 679 nhân khẩu) và thôn Trung Sơn ( 114 hộ , 679 nhân khẩu) thành thôn Hậu Sơn.
Sát nhập thôn Tuy Yên ( 157 hộ, 579 nhân khẩu) và thôn Trầu (120 hộ, 460 nhân khẩu) thành thôn Tuy Yên.
Sát nhập thôn Lộc Tuy ( 168 hộ, 540 nhân khẩu) và 1 phần thôn Trầu (70 hộ, 184 nhân khẩu) thành thôn Lộc Tuy.